# Dexco
Dexco, anteriormente Duratex, é uma empresa brasileira de capital aberto, com ações negociadas na Bolsa de Valores de São Paulo. Foi fundada em 1951 e é controlada pela Itaúsa, que possui 40% das ações da Dexco, e o Grupo Ligna com 20% das ações. O restante está na Bolsa de Valores de São Paulo.
Atualmente, o grupo Dexco está por trás de diversas marcas, como a Durafloor (pisos laminados e LVT), Deca (louças e metais sanitários), Hydra (produtos para aquecimento de água e válvulas), Duratex (painéis de madeira e revestimentos de paredes e forros) e Ceusa (revestimentos cerâmicos).
Mantém sua sede administrativa em São Paulo e está presente na Argentina, através da Deca Piazza, nos Estados Unidos e na Europa, por intermédio das subsidiárias comerciais Duratex North America e Duratex Europe, respectivamente.
Fabricante de produtos de madeira, instalações sanitárias, louças e metais sanitários, destinados à indústria de móveis e à construção civil, conta com aproximadamente 11.000 colaboradores. Possui oito unidades industriais, sete localizadas no estado de São Paulo e uma no Rio Grande do Sul.
Em junho de 2009, a Duratex incorporou a fabricante de painéis de madeira Satipel. Na operação concluída, o Grupo Ligna, que era o proprietário da Satipel, passou a ser um grande acionista da Duratex.
Em 2012, a Duratex adquiriu a fabricante de chuveiros Thermosystem, marca que então despontava no mercado.
Em 1 de julho de 2015, anunciou a compra da fabricante de chuveiros e torneiras Corona por 116,2 milhões de reais.
Em 15 de agosto de 2017, a Duratex assinou o contrato de compra da Ceusa, uma das principais produtoras de revestimentos cerâmicos do País. A empresa foi adquirida por R$ 280 milhões (100% das ações). A operação foi aprovada sem restrições, pelo Conselho Administrativo de Defesa Econômica (Cade).
No dia 22 de maio de 2019, anunciou acordo para comprar a Cecrisa, fabricante de revestimentos cerâmicos e detentora da marca Portinari em operação que ultrapassa R$ 1 bilhão. A Cecrisa tem capacidade de produção de 20 milhões de metros quadrados por mês em três unidades fabris no Brasil, das quais duas em Santa Catarina e uma em Minas Gerais.

## Logo
O logo da empresa era um rinoceronte estilizado, representando a durabilidade dos produtos. Depois, o logo representava a combinação de uma gota d'água com a forma do chifre do rinoceronte, remetendo ao mercado de atuação das marcas Deca e Hydra.